# Korona rangowa
Korona rangowa – element herbu rycerskiego i szlacheckiego. Umieszczana pierwotnie zwykle na hełmie (zobacz: korona heraldyczna) jest jedną z heraldycznych oznak godności. Początkowo w XII–XIV w. korona umieszczana była tylko nad herbami królów i książąt. Później także nad herbami pozostałej arystokracji i zwykłej szlachty. Od końca XVI wieku najczęściej umieszczana bezpośrednio nad tarczą, zaś hełmy z klejnotami były umieszczane powyżej bądź pomijane. W przypadku koron zamkniętych, mitry lub korony królewskiej hełmy powyżej korony nie były umieszczane. W heraldyce napoleońskiej zamiast koron rangowych wprowadzono czapki (birety), zbliżone nieco wyglądem do mitry książęcej. Może ozdabiać jedynie herby nadane przez udzielnego monarchę. W heraldyce polskiej, w przeciwieństwie do zasad heraldycznych wielu innych krajów stanowi, umieszczana na hełmie, konieczny element herbu szlacheckiego.

## Przykłady koron rangowych

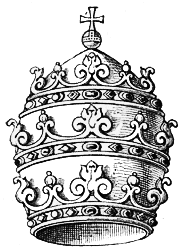
Tiara papieska
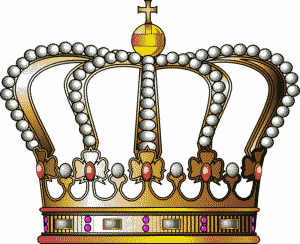
korona królewska
brytyjska korona królewska
norweska korona królewska
duńska korona królewska
Korona św. Stefana
włoska korona królewska
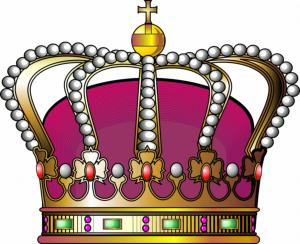
niemiecka korona wielkoksiążęca
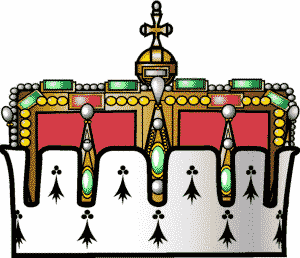
korona arcyksiążęca
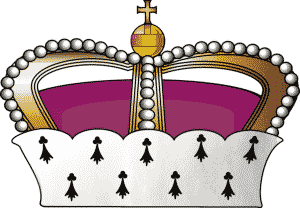
mitra księcia Danii, Niemiec (Fürst), Polski i Rosji.
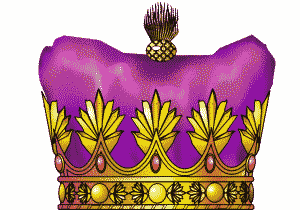
belgijska i holenderska korona księcia (prince)
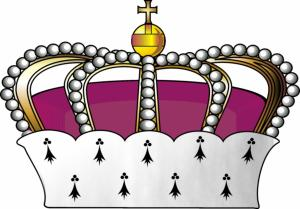
mitra księcia Danii, Niemiec (Herzog), Polski i Rosji.
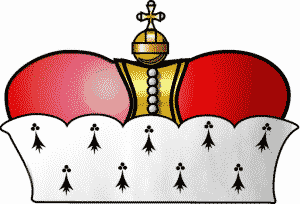
kapelusz elektorski
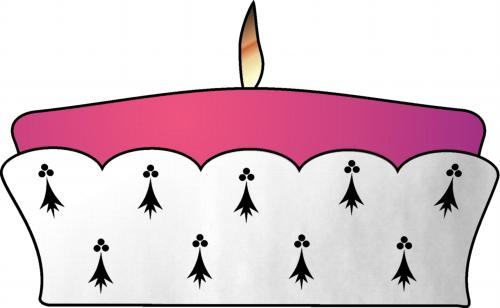
kapelusz elektorski, starszy typ
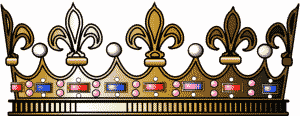
francuska korona księcia krwi królewskiej
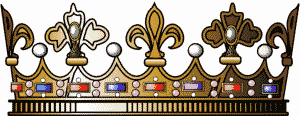
francuska korona księcia krwi
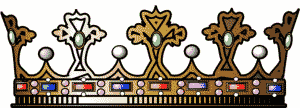
francuska,włoska, hiszpańska korona księcia
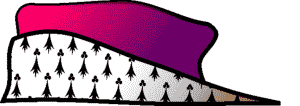
dawny kapelusz angielskiego księcia
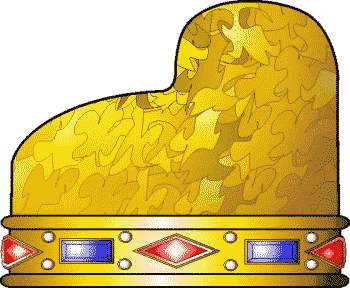
mitra doży weneckiego
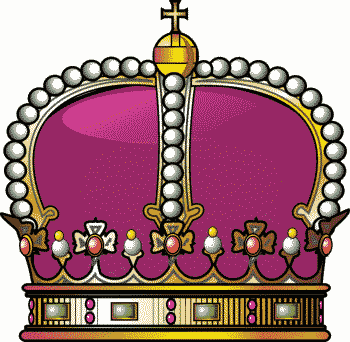
korona landgrafa
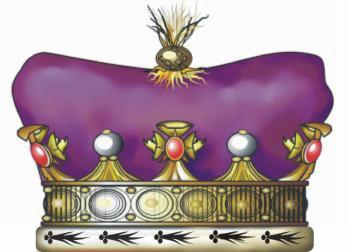
brytyjska korona markiza
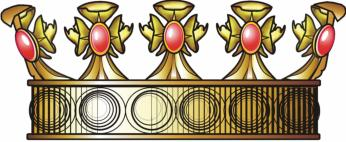
holenderska korona markiza
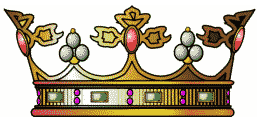
korona markiza Danii, Francji, Hiszpanii, Polski, Niemiec, Włoch
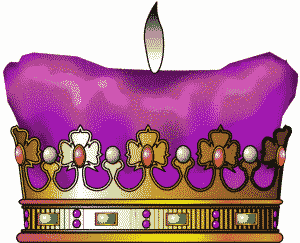
niemiecka korona hrabiego z tytułem Erlaucht
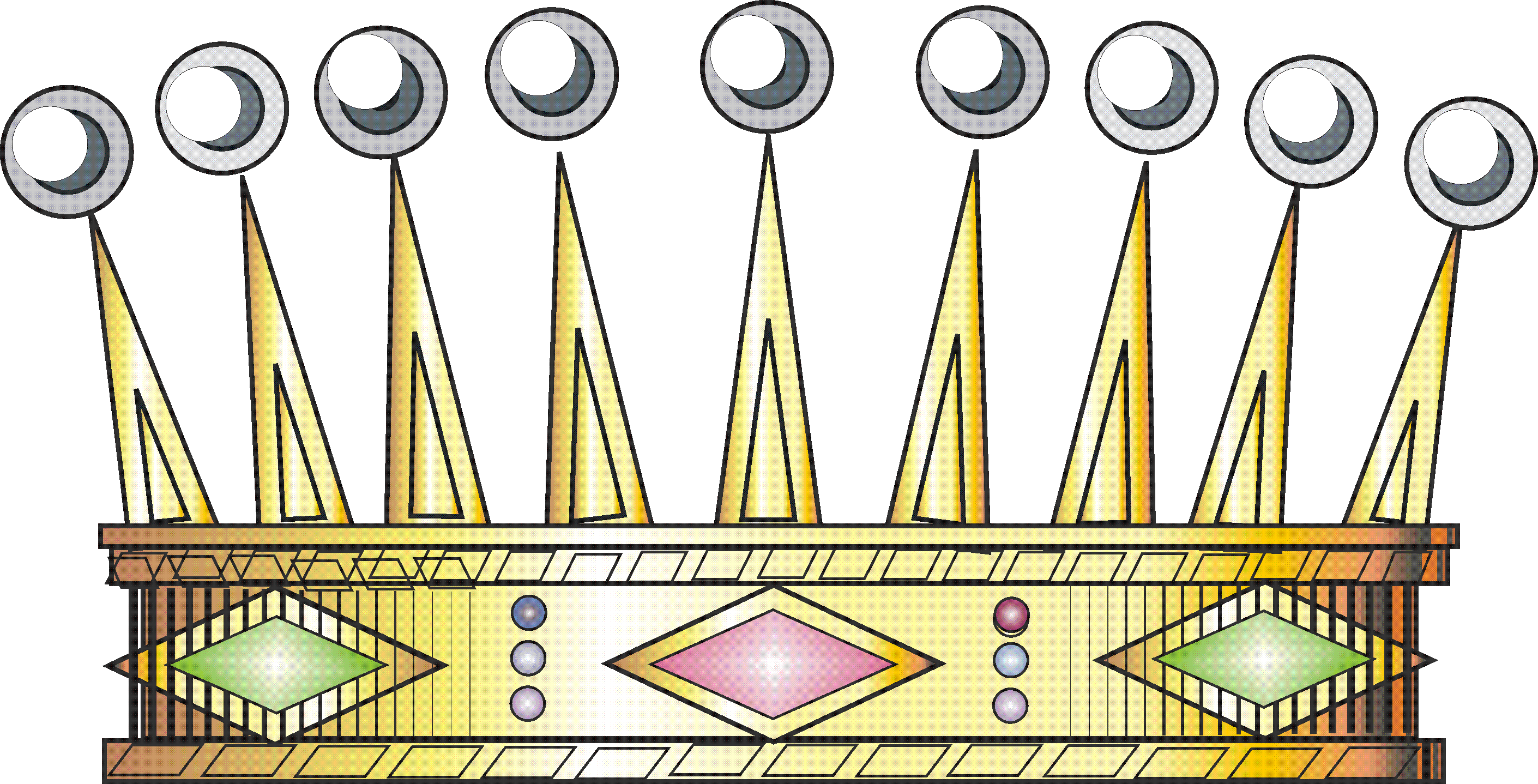
najpowszechniejsza korona hrabiowska
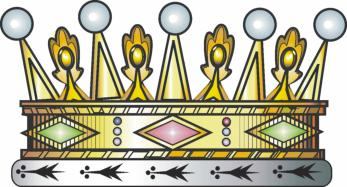
korona earla
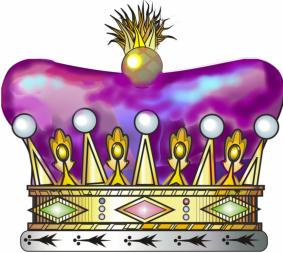
korona earla w wersji pełnej
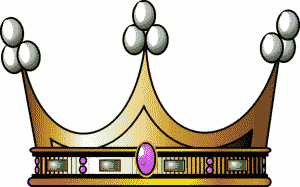
belgiska korona wicehrabiego
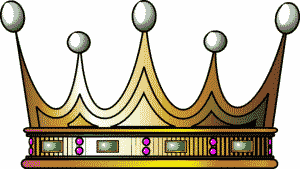
francuska korona wicehrabiego
włoska korona wicehrabiego
brytyjska korona wicehrabiego
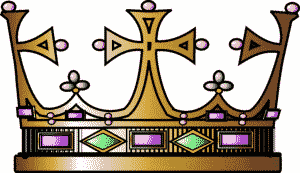
francuska korona vidama
brytyjska korona baronowska
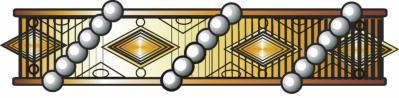
stara francuska korona baronowska
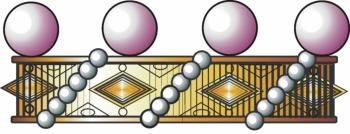
hiszpańska i portugalska korona baronowska
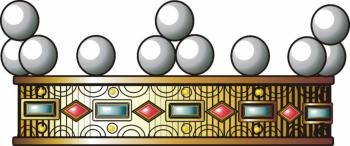
inflancka korona baronowska
stara korona Freiherra
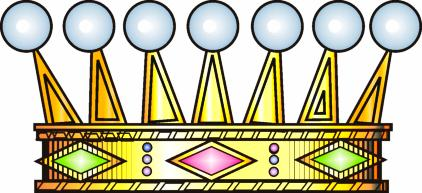
najpopularniejsza korona baronowska
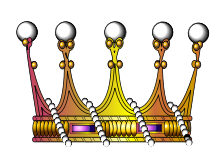
belgijska korona kawalera
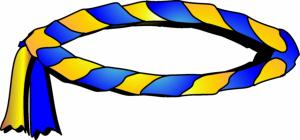
przepaska francuskiego bannereta
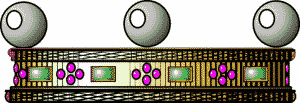
włoska korona dziedzicznego rycerza
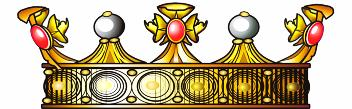
polska korona szlachecka
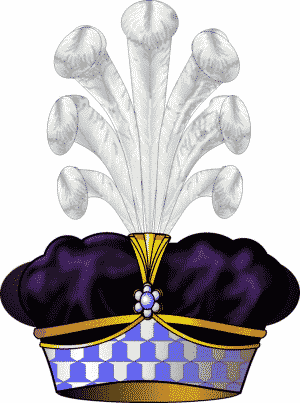
francuski biret księcia (prince) cesarstwa
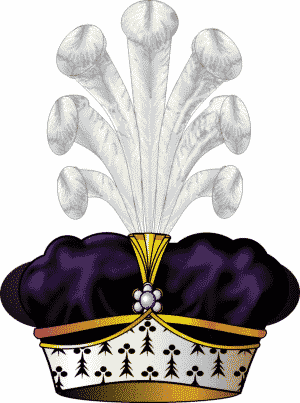
francuski biret księcia (duc) cesarstwa
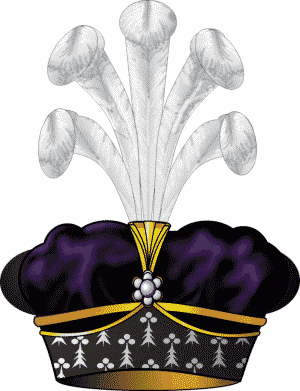
francuski biret hrabiego cesarstwa
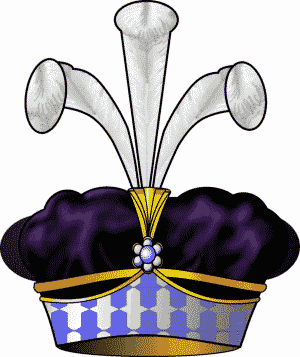
francuski biret barona cesarstwa
francuski biret kawalera cesarstwa
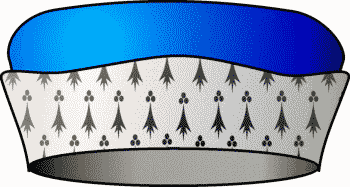
francuski bonnet d’honneur

## Korony francuskie
Korony herbowe według rangi.
|  | Król Francji        |  | Delfin Francji |  | Książę Krwi Królewskiej |  | Książę krwi |
|  | Diuk i Par Francji  |  | Diuk           |  | Markiz i Par Francji    |  | Markiz      |
|  | Comte i Par Francji |  | Comte          |  | Comte                   |  | Vicomte     |
|  | Vidam               |  | Baron          |  | Kawaler                 |  | Kawaler     |

## Korony brytyjskie
|                    |                |                |                   |
| Korona św. Edwarda | Korona Szkocji | Korona Tudorów | Korona Imperialna |

| Korony rodziny królewskiej    | Korony rodziny królewskiej | Korony rodziny królewskiej | Korony rodziny królewskiej | Korony rodziny królewskiej      |
| ----------------------------- | -------------------------- | -------------------------- | -------------------------- | ------------------------------- |
|                               |                            |                            |                            |                                 |
| Następca tronu (Książę Walii) | Dziecko suwerena           | Dziecko następcy tronu     | Wnuk suwerena              | Wnuk suwerena (od strony córki) |
| Korony arystokratów           |                            |                            |                            |                                 |
|                               |                            |                            |                            |                                 |
| Książę                        | Markiz                     | Earl                       | Wicehrabia                 | Baron                           |
| Inne korony i zawoje          |                            |                            |                            |                                 |
|                               |                            |                            |                            |                                 |
| King of Arms                  | Gentleman                  |                            |                            |                                 |

## Korony specjalne

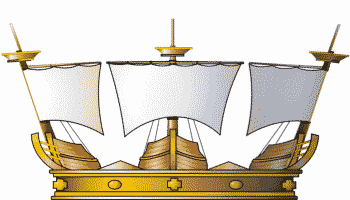
Corona navalis
Corona muralis (miasta)
Corona muralis (gminy)

### Korony lojalistów
Specjalny typ koron, niebędących w zasadzie koronami rangowymi, gdyż niezwiązany z żadnym tytułem ani godnością, przysługuje kanadyjskim potomkom lojalistów, stojącym po stronie brytyjskiej korony w czasie amerykańskiej rewolucji. Te honorowe odznaki ustanowił w 1989 Robertt Watt, naczelny herold Kanady, przy okazji zjazdu United Empire Loyalists, organizacji zrzeszającej potomków lojalistów.
Te honorowe udostojnienia herbu, dla podkreślenia, że nie są oznakami tytułu umieszczane są zwykle nad zawojem, stanowiąc jakby część klejnotu. Bywają także umieszczane jako godło w tarczy.
Są dwa typy tych koron: wojskowa (ang.: Loyalist military coronet), dla potomków członków brytyjskich regimentów, i cywilna (ang. Loyalist civil coronet), dla potomków cywilnych lojalistów. Umieszczone nad hełmem mają kolor złoty (jako godło dowolny, często czerwony), stanowią obręcz ozdobioną stylizowanymi liśćmi klonu i dębu na przemian, a w koronie militarnej dodatkowo skrzyżowanymi mieczami.

Korona lojalistów wojskowych
Korona lojalistów cywilnych